# Мазинг, Михаил Карлович
Михаил Карлович Мазинг (нем. Karl Reinhold Michael Masing, 1836—1911) — российский генерал, участник Туркестанских походов.
Родился 6 ноября 1836 года в Мустьяле на острове Эзель, Эстляндской губернии, где его отец, Карл Иванович Мазинг (нем. Karl Johannes Masing, 1811—1878), служил пастором. Матерью Михаила Мазинга была Ида урожденная баронесса Унгерн-Штернберг. С ранних лет Михаил мечтал стать военным. Четырёхлетнего мальчика спросили: «Михаель, ты кем хочешь стать? — Генералом!» — ответил мальчик.
Образование получил в Михайловском артиллерийском училище, из которого выпущен 13 сентября 1852 года корнетом. Продолжив образование в Михайловской артиллерийской академии, Мазинг в 30 июня 1858 года был произведён в прапорщики и 17 сентября 1860 года — в подпоручики.
В 1860 году отца Михаила Карловича избирают пастором лютеранской церкви Святого Михаила на Васильевском острове. Вся семья пастора перебирается в Петербург на Васильевский остров. В это время Михаил Карлович проживает по адресу 1 линия В. О. д. 16 кв. 6 вместе со своим братом пастором Альбертом Мазингом.
В 1861 году Мазинг был назначен в полевую артиллерию и 26 августа 1862 года произведён в поручики. 29 августа Мазинг переведён в батарею № 3 лейб-гвардии 2-й артиллерийской бригады с чином подпоручика гвардейской артиллерии и в 1865 году командирован в Туркестан, в распоряжение генерала Черняева.
21 мая 1866 года Мазинг находясь в колонне ротмистра Баранова участвовал в штурме Ходжента и первым ворвался в Келенауские ворота и вслед за тем поднялся на крепостную стену, причём был контужен. За отличие 30 августа произведён в поручики и награждён орденом св. Анны 4-й степени. 25 декабря 1866 года Мазинг был награждён орденом св. Георгия 4-й степени (№ 10238 по кавалерскому списку Григоровича — Степанова)
В воздаяние за отличие, оказанное в сражении против Бухарцев, при штурме г. Ходжента, 24 Мая 1866 года, где, находясь в числе охотников, первый перешел крепостную стену, при чем штурм увенчался полным успехом.
В 1867 году за кампанию против бухарцев награждён орденом св. Анны 3-й степени с мечами и бантом; 30 августа того же года получил чин штабс-капитана. Продолжая службу в Туркестане, Мазинг в 1871 году получил орден св. Станислава 2-й степени.
В начале 1872 года Мазинг вернулся в Санкт-Петербург и 16 апреля был произведён в капитаны. 2 октября 1873 года он получил назначение командиром 4-й батареи лейб-гвардии 2-й артиллерийской бригады, 30 марта 1874 года произведён в полковники, в 1875 году получил орден св. Анны 2-й степени.
Продолжая командовать батареей, Мазинг принял участие в русско-турецкой войне 1877—1878 годов и в 1878 году был награждён орденами св. Владимира 4-й и 3-й степени с мечами и бантом, а 13 января 1879 года был удостоен золотой сабли с надписью «За храбрость» (по другим сведениям оружие Мазинг получил в 1878 году).
Определением Правительствующего Сената, состоявшимся 13 апреля 1882 года, полковник Михаил Карлов Мазинг, с женою Элеонорою-Екатериною и детьми: Карлом-Вильгельмом-Альбертом-Николаем, Бертольдом-Михаилом, Идою-Софией и Дагмарою-Александрою-Оттилией, признан в потомственном дворянском достоинстве, со внесением во вторую часть дворянской родословной книги, на основании прав на дворянство с производством его в 1874 году в чин полковника (Герб. XIV часть).
5 марта 1886 года Мазинг был произведён в генерал-майоры и назначен заведующим артиллерийской частью в Закаспийской области; в 1890 году награждён орденом св. Станислава 1-й степени. С 3 марта 1891 года командовал 3-й артиллерийской бригадой и с 27 сентября 1895 года был начальником артиллерии 13-го армейского корпуса. 14 мая 1896 года произведён в генерал-лейтенанты.
В 1901 году Мазинг вошёл в число членов Александровского комитета о раненых и 6 декабря 1906 года получил чин генерала от артиллерии. Среди прочих наград он имел ордена св. Анны 1-й степени (1899 год), св. Владимира 2-й степени (1903 год) и Белого орла (ВП от 30.06.1908 года).
Скончался 7 мая 1911 года.

## Семья
Братья:
- Альберт Карлович (нем. Albert Ludwig Immanuel, 1839—1914) — пастор церкви Св. Марии на Петроградской стороне, первый пастор, кому было дозволено читать проповеди на русском языке, член Генеральной евангелическо-лютеранской консистории
- Эрнст Карлович (нем. Woldemar Ernst, 1843—1915) — врач, доктор медицины, статский советник
- Леонард Карлович (нем. Gotthilf Leonhard, 1845—1936) — доктор филологии, профессор-славист Дерптского, Юрьевского, а затем и Тартутского университета, действительный статский советник
- Рихард Карлович (нем. Richard Erwin, 1847—1921) — инженер путей сообщения, действительный статский советник, начальник дноуглобительных работ на реке Волге